# Gustav Adolph Clauson-Kaas
Gustav Adolph Frederik Clauson-Kaas (7. juli 1865 i Næstved – 29. september 1944) var en dansk hippolog.
Clauson-Kaas var søn af Jens Adolph Frederik Clauson-Kaas, blev sekondløjtnant 1885, premierløjtnant samme år, lærer ved sekondløjtnantskolen i Randers 1888, afgik som karakteriseret ritmester 1900. Under Sikringsstyrkens indkaldelse 1914 stillede han sig midlertidigt til rådighed og blev ansat ved fæstningsoversvømmelsen, senere (1916) ved frontkommandoen ved nordfronten. Sammen med baron Lerche købte han 1900 Christiansholm ved Klampenborg, som de udstykkede til den kendte rækkehusbebyggelse.
Clauson-Kaas er især kendt som hestesportsmand og fuldblodsopdrætter. Han var manden bag anlæggelsen af galopbanen syd for Dyrehaven, og 1906 blev han administrerende direktør for aktieselskabet Klampenborg Væddeløbsbane. På forskellig vis tog han initiativ til fremme af fuldblodsavlen, idet han bl.a. ønskede at skabe betingelser for hjemlig remonteavl. Stutteriet Hvidegaard oprettedes 1909; det overgik senere til A/S Dansk Fuldblodsstutteri, der omkring 1940 havde fem fuldblodshingste og 56 fuldblodshopper udstationeret rundt om i Danmark (havde hovedsæde på Rævehøjgård i Lundtofte). 1916 stiftede Clauson-Kaas Foreningen for Fuld- og Halvblod for Københavns Amt, og han var også den ledende i aktieselskaberne Dyrehavegaard, Bjelkager og Lundtoftegaard. Han var intiativtager til, at der 1906 blev givet koncession på Landbrugslotteriet.
Der findes buster af Jenny Salicath og Just Nielsen Sondrup i privateje.
Han blev gift 1. gang 28. november 1893 i Odense med Selma Hviid (27. oktober 1873 i Los Angeles), datter af toldembedsmand, kaptajn, senere ejer af Kroghenlund på Fyn Ivar Alexander Munch Hviid (1837-1903) og Marie Sophie Elisabeth Magnus (f. 1846). Ægteskabet blev opløst. 2. gang ægtede han 6. oktober 1900 Else Krum (28. juni 1882 i Skovhus i Toelt, Asminderød Sogn – ), datter af solodanser Jacob Daniel Krum og hustru.